# 50PLUS
50PLUS is een Nederlandse politieke ouderenpartij die opkomt voor de belangen van personen van vijftig jaar en ouder. De partij is vertegenwoordigd in de Eerste Kamer, Provinciale Staten, waterschappen en gemeenteraden.
De partij wordt - net als ouderenpartijen in het verleden - gekenmerkt door interne conflicten.

## Geschiedenis

### 2009-2011

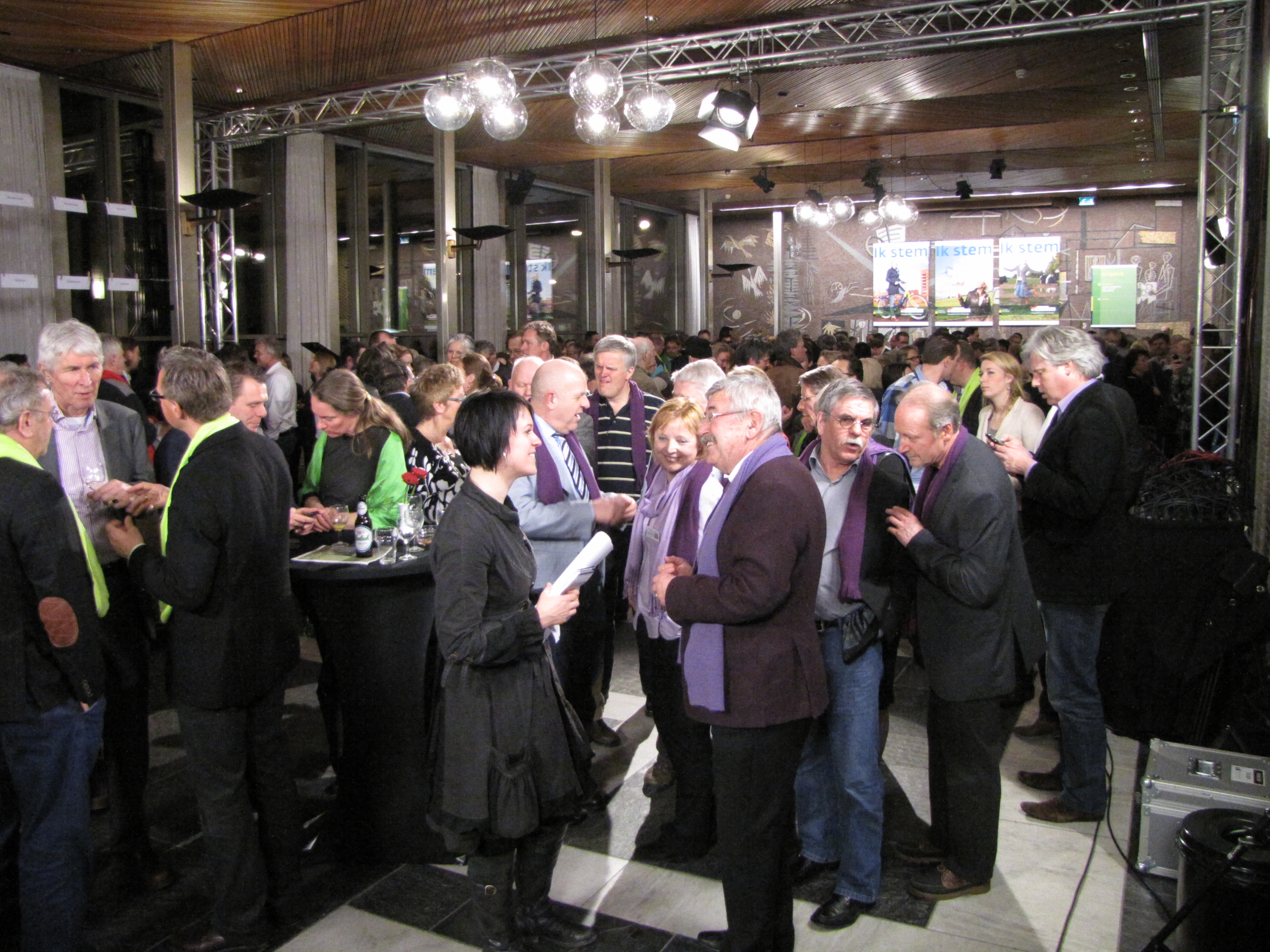
Kandidaten van 50PLUS in het Huis der Provincie in Arnhem op de verkiezingsavond 2011

In 2009 werd de partij onder de naam Onafhankelijke Ouderen en Kinderen Unie (OokU) opgericht door Maurice Koopman, Alexander Münninghoff en Jan Nagel (voorzitter). Het was de rechtsopvolger van Partij voor Rechtvaardigheid, Daadkracht en Vooruitgang (PRDV), waar Nagel eerder bij betrokken was. OokU besloot af te zien van deelname aan de vervroegde Tweede Kamerverkiezingen van 2010. Op advies van opiniepeiler Maurice de Hond werd de naam in de herfst van dat jaar gewijzigd in 50PLUS.
Bij de Eerste Kamerverkiezingen van 2011 behaalde 50PLUS een zetel, die ingenomen werd door Nagel. Met de resterende stemmen van Statenleden steunde 50PLUS de Onafhankelijke Senaatsfractie (OSF), die daarmee een zetel kon behalen en recht op subsidie behielden. In ruil daarvoor werd 50PLUS-Statenlid Kees de Lange bovenaan de kieslijst van de OSF gezet en daarmee verkozen. De Lange verliet in 2012 de partij na een conflict met Nagel.

### 2012-2015
De partij deed mee met de Tweede Kamerverkiezingen van 2012 met lijsttrekker Henk Krol. De partij behaalde twee zetels, die werden ingenomen door Krol en Norbert Klein.
Op 15 september 2013 werd door sympathisanten en ex-medewerkers de beweging Ouderen Politiek Actief (OPA) opgericht, nadat 50PLUS had besloten niet mee te doen aan de gemeenteraadsverkiezingen van 2014. Op 20 september werden OPA-oprichter Dick Schouw met zijn partner, bestuurslid Adriana Hernández, uit de partij gezet wegens respectievelijk "herhaalde overschrijding van door de partij vastgestelde grenzen" en "integriteitsschending". Krol was niet op de hoogte van het besluit, dat zou leiden tot onder meer het uitlekken van vertrouwelijke e-mails, waarbij ook Jan Nagel betrokken raakte. Na de ontstane commotie stapten drie bestuursleden op, waaronder voorzitter Holthuizen. Het royement van Schouw en Hernández werd omgezet in een schorsing en in november volledig teruggedraaid.
Op 4 oktober stapte Krol op als Kamerlid. De aanleiding hiervoor was een publicatie in dagblad de Volkskrant over niet betaalde pensioenpremies in de periode dat hij eigenaar van de Gay Krant was. Hij werd als fractievoorzitter opgevolgd door Klein en als Kamerlid door Martine Baay-Timmerman.

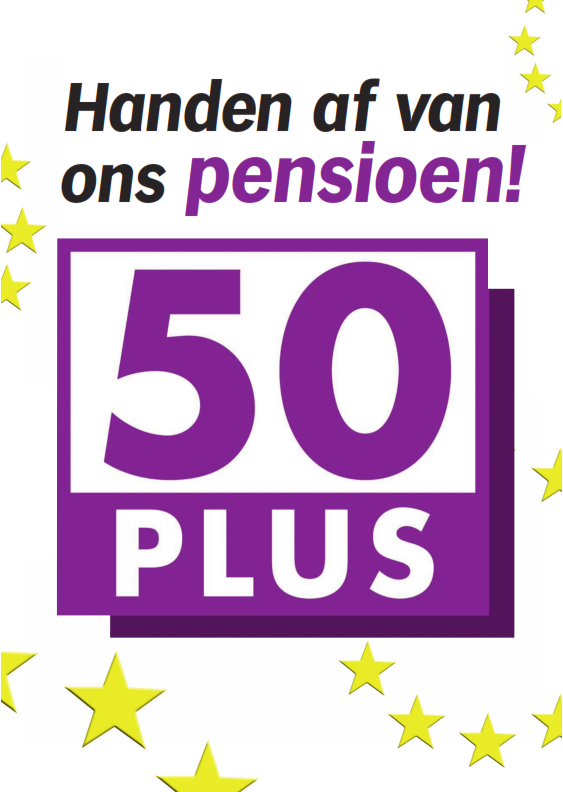
Verkiezingsposter van de partij tijdens de Europese Parlementsverkiezingen van 2014.

Op 28 mei 2014 werd Baay-Timmerman door Klein uit de fractie gezet wegens een 'onherstelbare vertrouwensbreuk'. Hierop zegde het bestuur van 50PLUS het vertrouwen in Klein op. Beide Kamerleden claimden sindsdien de vertegenwoordiger van 50PLUS te zijn, waarbij Baay zich verzekerd wist van de steun van de partij. Daardoor bestond zowel de fractie 50PLUS/Baay-Timmerman als de fractie 50PLUS/Klein. Op 10 september 2014 keerde Krol terug in de Tweede Kamer, omdat Baay-Timmerman met ziekteverlof ging en later niet meer terugkwam. Op 13 november dat jaar ging Klein verder als onafhankelijk Kamerlid en richtte de Vrijzinnige Partij op.

### 2016-2019

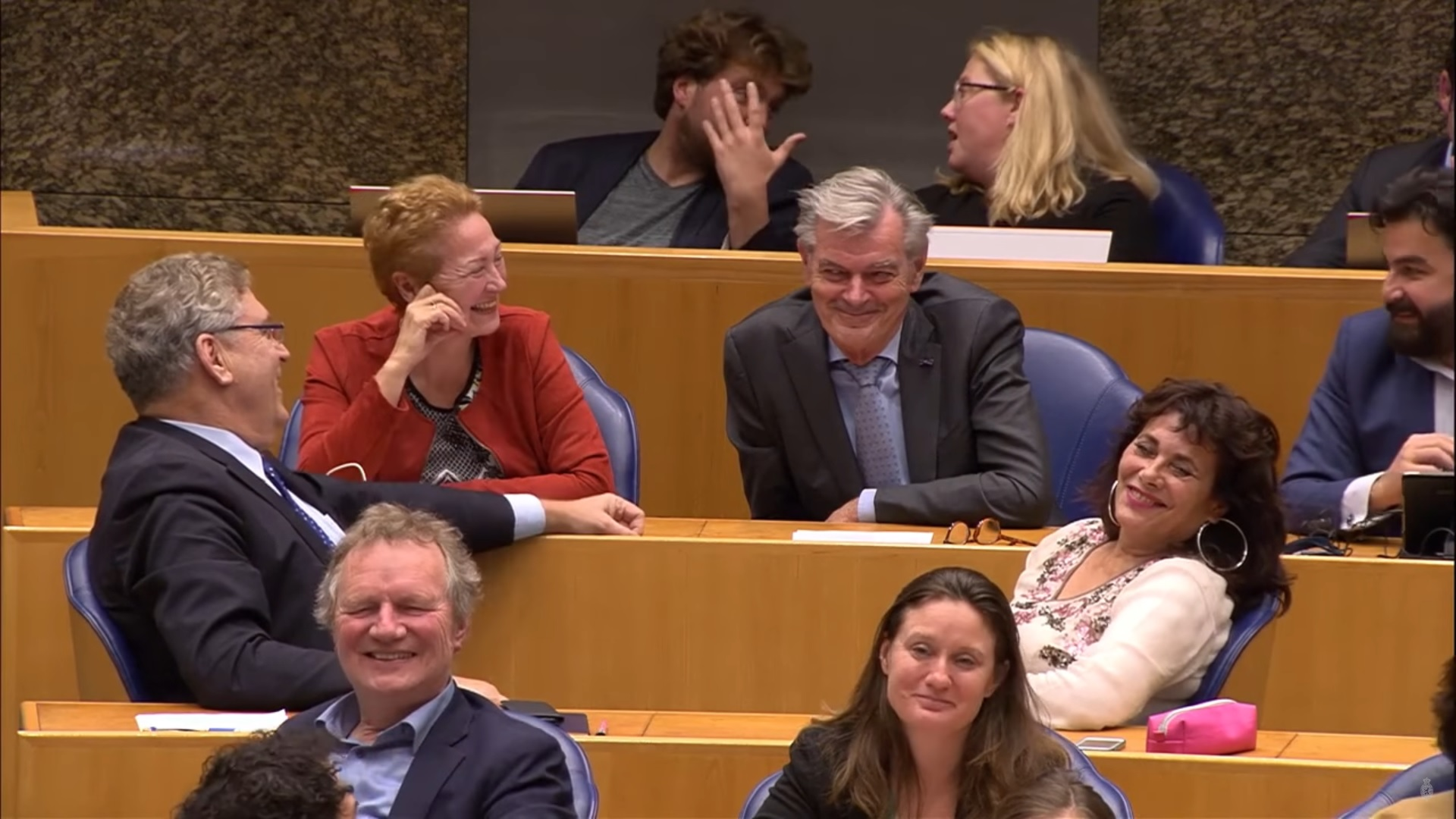
De 50PLUS-Kamerleden na de Tweede Kamerverkiezingen van 2017. Op de middelste rij Henk Krol en Léonie Sazias. Daarachter Corrie van Brenk en Martin van Rooijen.

Voor de Tweede Kamerverkiezingen van maart 2017 werd Krol wederom gekozen als lijsttrekker. Samen met de Partij voor de Dieren (PvdD) onderzocht 50PLUS een lijstverbinding voor de verkiezingen, maar deze kwam er niet. Op de kandidatenlijst was veel kritiek en leidde tot weglopen van leden. De kritiek richtte zich vooral op het hoog plaatsen van kandidaten die nog maar kort lid of actief waren, zoals voormalig tv-presentatrice Léonie Sazias en oud-voorzitter van de ABVA-KABO Corrie van Brenk. De lijst werd uiteindelijk toch met een meerderheid aangenomen. De partij stond aan het begin van de campagne in sommige peilingen op tien zetels, maar dit werden er uiteindelijk vier. Volgens onderzoek van hun wetenschappelijk bureau haakten kiezers af vanwege de rommelige campagne. De vier zetels werden ingenomen door Krol, Martin van Rooijen, Van Brenk en Sazias.
In mei 2018 kwam een al langer sluimerend conflict in het partijbestuur tot uitbarsting. Zeven van de acht leden van het hoofdbestuur stapten op en vervolgens stapte ook voorzitter Jan Zoetelief op. De nieuwe partijvoorzitter werd Geert Dales.

### 2020
In februari 2020 kaartte Krol het idee aan om Dales te kandideren voor een plek in de Tweede Kamer. Andere leden van de partij waren het hiermee niet eens. Daarop volgde een periode waarin de betrokkenen elkaar op verschillende manieren onheus bejegenden. Nagel kondigde aan bij de politie aangifte tegen Krol te doen wegens het plegen van een strafbaar feit en alle Eerste en Tweede Kamerleden van 50PLUS, behalve Krol, eisten het onmiddellijke vertrek van Dales als voorzitter. De parlementsleden verweten Dales "autocratische en weinig democratische stijl van leidinggeven" en "grof taalgebruik". Op 26 april 2020 maakte Dales vervolgens bekend op te stappen. Op 3 mei 2020 verliet Krol de fractie, maar bleef aan als onafhankelijk Tweede Kamerlid. Samen met Femke Merel van Kooten-Arissen (die afgesplitst was van de PvdD en lid geworden was van de partij 50PLUS, maar niet van de fractie) vormde hij tijdelijk een fractie en de Partij voor de Toekomst. Dezelfde dag nam Van Brenk het fractievoorzitterschap van Krol over.
Dales kondigde na het vertrek van Krol aan tot 1 augustus 2020 voorzitter van 50PLUS te willen blijven. Uiteindelijk trad hij op 24 mei dat jaar af. Na het aftreden van Dales werd Bert Kannegieter waarnemend voorzitter. Dit bleef hij tot 1 augustus 2020, toen medeoprichter en erelid Jan Nagel op het partijcongres na een digitale stemming wederom tot voorzitter werd gekozen.
Op 2 juni 2020 stapte de enige 50PLUS-Europarlementariër, Toine Manders, over naar de CDA-delegatie.

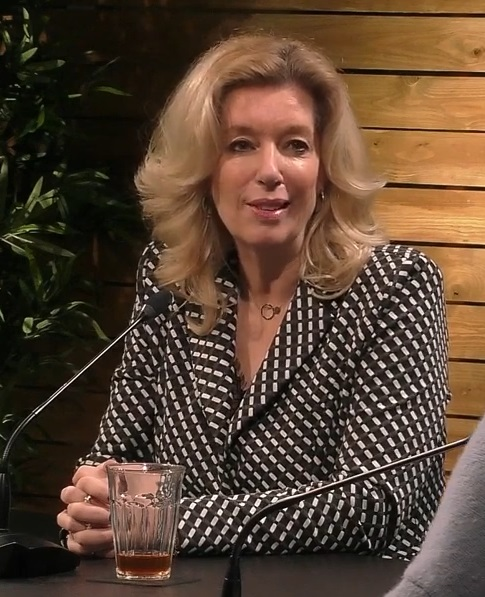
Lijsttrekker Liane den Haan tijdens een interview

Liane den Haan, directeur van de ANBO, werd in augustus 2020 door het bestuur voorgedragen als kandidaat-lijsttrekker bij de eerstkomende Tweede Kamerverkiezingen, aangezien ze volgens voorzitter Nagel heel goed thuis was in de ouderenproblematiek en bovendien goed in staat zou zijn debatten te voeren. Toch was de keuze voor Den Haan niet onomstreden: als directeur van de ANBO werd haar dictatoriaal gedrag verweten en bovendien had ze in die rol haar steun uitgesproken voor een herziening van het pensioenstelsel waar 50PLUS fel tegen was. Ook was ze eerder nog geen lid van 50PLUS. Op 3 oktober 2020 kozen de partijleden Den Haan tot lijsttrekker. Uit onvrede over de keuze voor Den Haan en de wijze waarop deze tot stand was gekomen stapten meerdere partijprominenten uit de partij, onder wie voormalig partijvoorzitter Zoetelief en de voorzitter van de programmacommissie Rob de Brouwer.

### 2021-heden
Bij de Tweede Kamerverkiezingen van maart 2021 verloor de partij drie zetels. Den Haan nam als lijsttrekker de enig overgebleven zetel in. Op 6 mei 2021 stapte zij uit onvrede uit 50PLUS en nam haar zetel mee waardoor de partij verdween uit de Tweede Kamer. Bij de Provinciale Statenverkiezingen hield 50PLUS acht zetels over. Na de Eerste Kamerverkiezingen in mei 2023 bleef Van Rooijen over als senator. Op 24 juni 2023 werd Jorien van den Herik tijdens de ledenvergadering verkozen als de nieuwe partijvoorzitter.
Voor de Tweede Kamerverkiezingen van 22 november 2023 had het bestuur voormalig presentatrice Catherine Keyl gevraagd, maar die wees af. Het bestuur droeg toen Ellen Verkoelen, Statenlid in Zuid-Holland en gemeenteraadslid in Rotterdam, voor. Voormalig partijvoorzitter Gerard van Hooft wierp zich op als tegenkandidaat. Vanwege conflicten met het bestuur werd hij vlak voor het partijcongres van 30 september 2023 geroyeerd, nadat de rechter daarvoor een ander royement had teruggedraaid. Toen hij toch kwam, ontstond er chaos. Van Hooft werd op verzoek van het bestuur door de politie verwijderd en het congres werd geschorst zonder gekozen lijsttrekker of vastgesteld verkiezingsprogramma. De rechter draaide vervolgens op 6 oktober opnieuw het royement van Van Hooft terug. Tijdens een digitale stemming koos de partij op 7 oktober - twee dagen voor de deadline van de Kiesraad - Van Hooft alsnog als lijsttrekker met 51% van de stemmen. Verkoelen verliet vervolgens de partij en richtte de partij Jongere Ouderen Unie (JOU) op.
Bij de verkiezingen kreeg 50PLUS niet genoeg stemmen voor een zetel. 

## Organisatie

### Leden
Vanwege een beveiligingsprobleem met de MediaWiki Graph-software is het momenteel niet mogelijk deze grafiek weer te geven. Zodra de software is bijgewerkt zal de grafiek vanzelf weer zichtbaar worden.
| Jaar | Aantal leden |
| ---- | ------------ |
| 2012 | 1.321        |
| 2013 | 5.768        |
| 2014 | 10.428       |
| 2015 | 7.534        |
| 2016 | 6.056        |
| 2017 | 6.180        |
| 2018 | 6.081        |
| 2019 | 5.701        |
| 2020 | 4.936        |
| 2021 | 3.659        |
| 2022 | 2.940        |
| 2023 | 1.728        |
| 2024 | 1.993        |
| 2025 | 1.773        |

### Partijvoorzitters
50PLUS heeft de volgende voorzitters gehad:
- Jan Nagel (2009 - 10 november 2012)
- Willem Holthuizen (10 november 2012 - 28 september 2013)
- Jan Nagel (2 november 2013 - 28 maart 2014)
- John Struijlaard (19 maart 2014 - 4 juni 2016)
- Jan Nagel (4 juni 2016 - 17 juni 2017)
- Jan Zoetelief (17 juni 2017 - 15 mei 2018)
- Geert Dales (26 mei 2018 - 24 mei 2020, waarvan vanaf 24 april 2020 waarnemend)
- Bert Kannegieter (24 mei 2020 - 1 augustus 2020, waarnemend)
- Jan Nagel (1 augustus 2020 - 8 mei 2021)
- Peter Schut (8 mei 2021 - 7 december 2022)
- Gerard van Hooft (7 december 2022 - 24 juni 2023, waarnemend)
- Jorien van den Herik (24 juni 2023 - 30 maart 2024)
- Willem Dekker (30 maart 2024 - heden)

## Standpunten
50PLUS is een partij die in het bijzonder opkomt voor de belangen van mensen van vijftig jaar en ouder. De eerste tien standpunten uit het verkiezingsprogramma (2017) zijn:
1. AOW-leeftijd terug naar 65 jaar;
2. rekenrente voor pensioenen vast op 4% of op basis van gerealiseerd rendement;
3. beperken van sociale lasten en voorzieningen voor werknemers vanaf 45 jaar;
4. onbelast houden van vrijwilligersvergoedingen, tot een maximumbedrag;
5. uitkeringen voor oudere werklozen (IOAW, IOW en IOAZ) behouden;
6. structurele belastingverlaging voor gepensioneerden en vroeg-gepensioneerden;
7. staatsschuld terugbrengen naar maximaal 60 procent van het bruto binnenlands product;
8. afschaffing successiebelasting, invoering belastingvrij schenken tot maximaal € 100.000, zonder regels voor leeftijd of besteding van het ontvangen bedrag;
9. oprichting van een staatsbank;
10. hervorming van het zorgstelsel, zonder marktwerking.

## Verkiezingen en vertegenwoordigers

### Tweede Kamer
| Verkiezing | Lijsttrekker     | Lijst | Stemmen | % stemmen | Zetels / 150 | Coalitie/Oppositie |
| ---------- | ---------------- | ----- | ------- | --------- | ------------ | ------------------ |
| 2012       | Henk Krol        | Lijst | 177.631 | 1,88%     | 2            | Oppositie          |
| 2017       | Henk Krol        | Lijst | 327.131 | 3,11%     | 4            | Oppositie          |
| 2021       | Liane den Haan   | Lijst | 106.702 | 1,02%     | 1            | Oppositie          |
| 2023       | Gerard van Hooft | Lijst | 51.043  | 0,49%     | 0            |                    |

### Eerste Kamer
| Verkiezing | Lijsttrekker       | Lijst | Stemmen | % stemmen | Zetels / 75 |
| ---------- | ------------------ | ----- | ------- | --------- | ----------- |
| 2011       | Jan Nagel          | Lijst | 2.193   | 1,32%     | 1           |
| 2015       | Jan Nagel          | Lijst | 4.388   | 2,60%     | 2           |
| 2019       | Martin van Rooijen | Lijst | 5.251   | 3,03%     | 2           |
| 2023       | Martin van Rooijen | Lijst | 3.264   | 1,82%     | 1           |

### Europees Parlement

#### Uitslagen
| Verkiezing | Lijsttrekker               | Lijst | Stemmen | % stemmen | Zetels |
| ---------- | -------------------------- | ----- | ------- | --------- | ------ |
| 2014       | Toine Manders              | Lijst | 175.343 | 3,69%     | 0 / 26 |
| 2019       | Toine Manders              | Lijst | 215.199 | 3,91%     | 1 / 26 |
| 2019       | Toine Manders              | Lijst | 215.199 | 3,91%     | 1 / 29 |
| 2024       | Adriana Hernández Martínez | Lijst | 58.498  | 0,94%     | 0 / 31 |

#### Europarlementariërs
| Naam          | Begindatum  | Einddatum   |
| ------------- | ----------- | ----------- |
| Toine Manders | 2 juli 2019 | 1 juni 2020 |

### Provinciale Staten
| Provincie     | Zetels 2011 | Zetels 2015 | Zetels 2019 | Zetels 2023 |
| ------------- | ----------- | ----------- | ----------- | ----------- |
| Groningen     | 0 / 43      | 0 / 43      | 1 / 43      | 0 / 43      |
| Friesland     | 0 / 43      | 1 / 43      | 1 / 43      | 0 / 43      |
| Drenthe       | 0 / 41      | 1 / 41      | 1 / 41      | 0 / 43      |
| Overijssel    | 1 / 47      | 1 / 47      | 1 / 47      | 0 / 47      |
| Flevoland     | 1 / 39      | 2 / 41      | 2 / 41      | 1 / 41      |
| Gelderland    | 1 / 55      | 1 / 55      | 2 / 55      | 1 / 55      |
| Utrecht       | 1 / 47      | 1 / 49      | 1 / 49      | 1 / 49      |
| Noord-Holland | 1 / 55      | 1 / 55      | 1 / 55      | 2 / 55      |
| Zuid-Holland  | 1 / 55      | 2 / 55      | 2 / 55      | 1 / 55      |
| Zeeland       | 0 / 39      | 1 / 39      | 2 / 39      | 0 / 39      |
| Noord-Brabant | 1 / 55      | 2 / 55      | 2 / 55      | 1 / 55      |
| Limburg       | 2 / 47      | 1 / 47      | 1 / 47      | 1 / 47      |
| Totaal        | 9 / 566     | 14 / 570    | 17 / 570    | 8 / 572     |

### Gemeenteraden
Sinds de gemeenteraadsverkiezingen in maart 2022 is 50PLUS vertegenwoordigd in negentien gemeenteraden. Daarnaast is 50PLUS vertegenwoordigd in de stadsdeelcommissie van Amsterdam-Zuid. In Venlo en Vlissingen maakt 50PLUS deel uit van het college en levert 50PLUS een wethouder.
| Gemeente         | 2014-2018 | 2018-2022 | 2022-2026 |
| ---------------- | --------- | --------- | --------- |
| Almere           | -         | -         | 2 / 45    |
| Amstelveen       | -         | -         | 1 / 37    |
| Amsterdam        | -         | 0 / 45    | 0 / 45    |
| Apeldoorn        | -         | 3 / 39    | 1 / 39    |
| Assen            | -         | 3 / 33    | 2 / 33    |
| Baarn            | -         | -         | 1 / 19    |
| Bergen op Zoom   | -         | -         | 1 / 33    |
| Bernheze         | -         | -         | 1 / 23    |
| Breda            | -         | 2 / 39    | 1 / 39    |
| 's-Hertogenbosch | -         | 1 / 39    | 1 / 39    |
| Den Haag         | -         | 1 / 45    | 0 / 45    |
| Deurne           | -         | -         | 1 / 23    |
| Eindhoven        | -         | 2 / 45    | 1 / 45    |
| Emmen            | -         | 1 / 39    | 1 / 39    |
| Gooise Meren     | 2 / 31    | 2 / 31    | -         |
| Haarlem          | -         | -         | 0 / 39    |
| Hardenberg       | -         | 2 / 33    | 1 / 33    |
| Helmond          | -         | 3 / 37    | 2 / 37    |
| Land van Cuijk   | -         | -         | 0 / 37    |
| Leeuwarden       | -         | 1 / 39    | -         |
| Maasgouw         | -         | 1 / 19    | -         |
| Maastricht       | -         | 1 / 39    | 1 / 39    |
| Middelburg       | -         | -         | 0 / 29    |
| Nijmegen         | -         | 1 / 39    | 0 / 39    |
| Rotterdam        | -         | 1 / 45    | 1 / 45    |
| Sittard-Geleen   | -         | 1 / 37    | -         |
| Terneuzen        | -         | 1 / 31    | 1 / 31    |
| Tilburg          | -         | 2 / 45    | 3 / 45    |
| Venlo            | -         | 3 / 39    | 0 / 39    |
| Vlissingen       | -         | 2 / 27    | 1 / 27    |
| Westerkwartier   | -         | 1 / 33    | 0 / 33    |
| Zeist            | -         | -         | 0 / 33    |

### Waterschappen
| Waterschap                     | Zetels 2015       | Zetels 2019          | Zetels 2023          |
| ------------------------------ | ----------------- | -------------------- | -------------------- |
| Aa en Maas                     | 2                 | 2                    | 1                    |
| Amstel, Gooi en Vecht          | 1                 | 1                    | 0                    |
| Brabantse Delta                | 2                 | 2                    | 1                    |
| De Dommel                      | 2                 | 2                    | 1                    |
| De Stichtse Rijnlanden         | Geen deelname     | 1                    | 0                    |
| Delfland                       | 1                 | 1                    | 0                    |
| Drents Overijsselse Delta      | Bestond niet      | 1                    | 0                    |
| Fryslân                        | 0                 | 1                    | Geen deelname        |
| Groot Salland                  | Geen deelname     | Opgegaan in WDODelta | Opgegaan in WDODelta |
| Hollands Noorderkwartier       | 1                 | 2                    | 1                    |
| Hollandse Delta                | 1                 | 2                    | 1                    |
| Hunze en Aa's                  | 1                 | 1                    | 0                    |
| Limburg                        | Bestond niet      | 1                    | 1                    |
| Noorderzijlvest                | 0                 | 1                    | 0                    |
| Peel en Maasvallei             | 1                 | Opgegaan in Limburg  | Opgegaan in Limburg  |
| Reest en Wieden                | 1                 | Opgegaan in WDODelta | Opgegaan in WDODelta |
| Rijn en IJssel                 | 1                 | 1                    | 0                    |
| Rijnland                       | 1                 | 2                    | 1                    |
| Rivierenland                   | 1                 | 2                    | 0                    |
| Roer en Overmaas               | 1                 | Opgegaan in Limburg  | Opgegaan in Limburg  |
| Scheldestromen                 | 1                 | 2                    | 0                    |
| Schieland en de Krimpenerwaard | 2                 | 2                    | 1                    |
| Vallei en Veluwe               | 1                 | 2                    | 1                    |
| Vechtstromen                   | Geen verkiezingen | 1                    | 0                    |
| Zuiderzeeland                  | 2                 | 2                    | 1                    |
| Totaal                         | 23                | 32                   | 10                   |

## Voetnoten
1. ↑  Gewogen stemmen na toepassing van de stemwaardefactor.
2. ↑  Percentage na toepassing van de stemwaardefactor.
3. ↑  Vanwege de Brexit, kwamen er later drie zetels bij de Nederlandse vertegenwoordiging. Dit had geen effect op de vertegenwoordiging van 50PLUS.
4. ↑  Splitste zich af en sloot zich later aan bij JA21.
5. ↑  Splitste zich af en sloot zich aan bij Mooi Overijssel.
6. ↑  Een van de twee splitste zich af.
7. ↑  Gezamenlijke lijst met Partij van de Ouderen.
8. ↑  Splitsten zich af en sloten zich aan bij GOUD.
9. ↑  Herindelingsverkiezingen 2022
10. ↑  Een van de drie splitste af.[37]
11. ↑  Splitste zich af in 2021.[38]
12. ↑  Herindelingsverkiezingen 2015
13. ↑  Splitsten af in 2020.[39]
14. ↑  Herindelingsverkiezingen 2021
15. ↑  Herindelingsverkiezingen 2017
16. ↑  Gezamenlijke lijst met Partij Welzijn Maasgouw
17. ↑  Herindelingsverkiezingen 2018
18. ↑  Splitsten zich af in 2021.